# Cumari
Cumari este un oraș în Goiás (GO), Brazilia.